# Mycomya helobia
Mycomya helobia är en tvåvingeart som först beskrevs av Ostroverkhova 1979.  Mycomya helobia ingår i släktet Mycomya och familjen svampmyggor. Inga underarter finns listade i Catalogue of Life.